# Volker Oppitz (Wirtschaftsmathematiker)

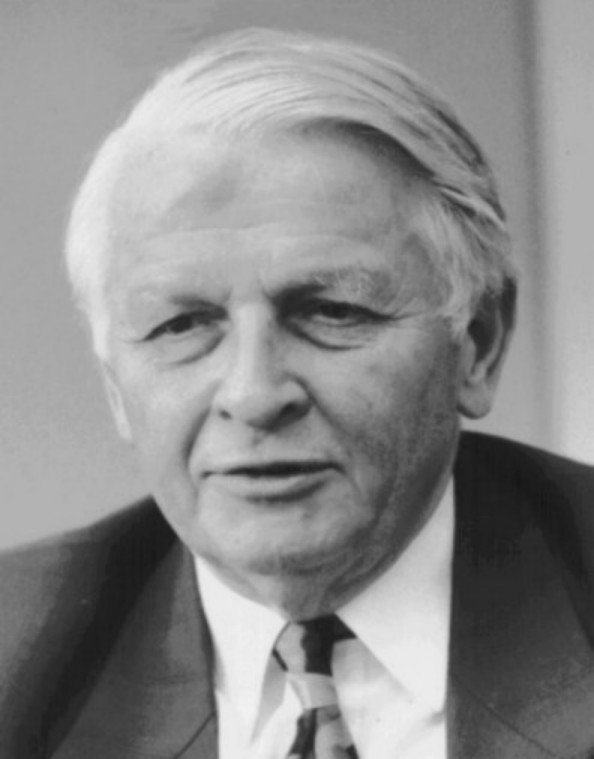
Volker Oppitz

Volker Oppitz (* 6. Dezember 1931 in Haida, Tschechoslowakei) ist ein deutscher Wirtschafts- und Finanzmathematiker, Ökonom sowie Sportfunktionär von Dynamo Dresden.

## Familie
Volker Oppitz war das dritte Kind von Emil Oppitz (1898–1945), Bürgermeister von Haida, und Anna Oppitz (1897–1961), Geschäftsführerin der Lusterwerke Oppitz & Max in Haida. Er hat aus erster Ehe drei Kinder und aus zweiter Ehe den Sohn Volker Oppitz junior.

## Leben
Er absolvierte 1946 bis 1949 eine Lehre im Mühlenwerke Kreutzen. Aufgrund seiner familiären Herkunft wurde er durch die Geheimpolizei der UdSSR (Gossudarstwennoje polititscheskoje uprawlenije, ehemals Tscheka, später KGB) verhaftet und verbrachte die Zeit von 19. Februar 1947 bis 7. Juli 1947 in Einzelhaft im Gefängnis der Politischen Hauptverwaltung der UdSSR in Weimar (seit 1991 „anerkannter politischer Häftling“ (Az. II2-35001-S)).
Ab 1950 studierte er zunächst an der Deutschen Müllerschule Dippoldiswalde (DMD) und machte 1952 seinen Diplomingenieur Maschinenbau und Elektrotechnik an der Ingenieurschule für Maschinenbau und Elektrotechnik Dresden (IHD). 1956 graduierte er als Ingenieurökonom an der Technischen Hochschule Dresden, der heutigen TU Dresden. Er war Wissenschaftlicher Hilfsassistent für Technisches Zeichnen bei Werner Häußler (1952/53), für Mathematik bei Friedrich Adolf Willers (1953/54) und für Philosophie bei Hermann Ley (1954/55). 1956 trat er in den Dienst der VEB Flugzeugwerft Dresden (heute: Elbe Flugzeugwerke GmbH (EFW) der Airbus Group) ein und war zunächst Technologe, später Leiter der Baumusterplanung. 1961 wechselte er als Direktor Neue Technik zum VEB Elektromat Dresden (heute: Zentrum Mikroelektronik Dresden AG). Nach Dozententätigkeit an der Ingenieurschule für Maschinenbau und Elektrotechnik, Dresden 1965/66 wechselte er als Bereichsleiter für Betriebsführung und Datenverarbeitung an das Institut für Rationalisierung und Organisation der Elektrotechnik, Dresden.
1970 wurde er mit einer Arbeit über kapazitive industrielle Systeme an der TU Dresden zum Dr. rer. oec. (Magna cum laude) promoviert. Nach der Erteilung der facultas docendi 1971 lehrte er an der TU Dresden als Honorardozent für Betriebswirtschaft, ab 1973 als Hochschuldozent für Wirtschaftsführung. 1981 habilitierte er sich über Organisations- und Informationsnetze in Unternehmen an der Universität Rostock, Institut für sozialistische Wirtschaftsführung.
1987 wurde Volker Oppitz zum außerordentlichen Professor für Wirtschaftsführung an der Sektion Sozialistische Betriebswirtschaft der TU Dresden ernannt. 1990 erhielt er einen Ruf auf den Lehrstuhl für Unternehmensführung, Operationsforschung und Produktionsmanagement an der TU Dresden. Von 1971 bis 1990 war er Mitglied des Rates der Sektion Informationsverarbeitung der TUD. 1996 wurde er emeritiert. Von 1973 bis 1990 wurde Oppitz durch das Ministerium für Staatssicherheit ständig observiert, da Grund des Verdachts auf „illegales Verlassen der DDR“ wegen Publikationen in Fachzeitschriften der BRD und Weitergabe von BRD-Zeitschriften.
Von 1991 bis 1995 lehrte Oppitz an der Akademie für Weiterbildung und Wissenstransfer, einem An-Institut der TU Dresden. Nach seiner Emeritierung lehrte er von 1996 bis 2002 Mathematik und Management im Studienbereich Immobilienwirtschaft am Europäischen Institut für postgraduale Bildung (EIPOS), ebenfalls ein An-Ininstitut der Universität. Von 2002 bis 2005 war er Wissenschaftlicher Leiter des Ausbildungsganges „Management in der Sport- und Freizeitwirtschaft (Vereinsmanager)“ und „Sportmanagement“ am EIPOS in Verbindung mit dem Deutschen Sportbund (DSB). Von 2002 bis 2010 lehrte er am Akademischen Europaseminar (AES) von EIPOS/TU Dresden, seit 2008 in verschiedenen Studienrichtungen die Fächer Mathematik, Statistik und Unternehmensführung.
Oppitz war von 1991 bis 1997 Geschäftsführer der Unabhängige Betriebswirte und Ingenieure GmbH in Dresden und ist seit 1997 Geschäftsführer der Text, Grafik & Software in Dresden. Er hat verschiedene Aufsichtsmandate inne, unter anderem bei der Sächsischen Wohnungsgenossenschaft Dresden e. G., Jugend Arbeit Bildung Dresden e. V. und dem Europäischen Institut für postgraduale Bildung der TU Dresden, wo er von 2006 bis 2010 Mitglied des wissenschaftlichen Beirates und zwischen 2006 und 2011 als Vorsitzender des Ältestenrates wirkte.
Seine Heimatstadt Novy Bor (Haida), führt Volker Oppitz in Rubrik Významné osobnosti města (Bemerkenswerte Persönlichkeiten der Stadt).

## Wissenschaftliches Wirken
Oppitz beschäftigt sich hauptsächlich mit dem Entwurf Mathematischer Modelle und deren praxisrelevanter Verwendung. Er legt besonderen Wert auf die Synthese von Mathematik und Betriebswirtschaft und deren praktischer Lösung in der ökonomischen Problemstellung der Unternehmenspraxis. Auch die schwierigsten finanzmathematischen Modelle folgen nach seiner wissenschaftlichen Darlegung der Zweckbestimmung, im Unternehmensalltag die Gewinne zu maximieren und Kosten zu minimieren.
Oppitz hat über 200 wissenschaftliche Publikationen veröffentlicht, darunter über 32 Bücher und Broschüren, Patente und Schutzrechte.
2011 wurde Volker Oppitz in die Sudetendeutsche Akademie der Wissenschaften und Künste, Naturwissenschaftliche Klasse, aufgenommen. Im gleichen Jahr erhielt er den EIPOS-Weiterbildungs-Lehrpreis und wurde im Dezember zum Vorsitzenden der Europäischen Forschungs- und Arbeitsgemeinschaft (EFA e. V.) berufen.

### Oppitz’sche Wachstumsklassen
In seinen Erstveröffentlichungen hat Oppitz die folgenden Wachstumsklassen bestimmt, ihre Differentialgleichungen begründet und ihre geschlossene Lösung beschrieben (1):
1. Klasse Freies Wirtschaftswachstum
- Potenzielles Wachstum (2)
- Weitere bekannte Funktionen: Exponentielles und lineares Wachstum

2. Klasse Sattes Wirtschaftswachstum
- Exponentiell sattes Wachstum (3)
- Hyperbolisch sattes Wachstum (4)
- Parabolisch sattes Wachstum (5)
- Weitere bekannte Funktion: Törnquist-Wachstum

3. Klasse Ewiges Wendewachstum (6)
- Exponentielle Potenzfunktion (7)
- Weitere bekannte Funktion: Johnson-Wachstum, logistisches Wachstum

4. Klasse Endliches Wendewachstum
- Logistische Exponentialfunktion (8)
- Potenzexponentialfunktion (9)
- Sinuspotenzfunktion (10)
- Sinuszeitpotenzfunktion (11)

Erstveröffentlichungen der Oppitz’schen Wachstumsklassen:
- (1) Vgl. Oppitz, V.: Differentialgleichungen wirtschaftlichen Wachstums. In: Management. Dresden 2007. ISBN 3-9809371-6-X.
- (2) Vgl. Oppitz, V.: Differentialgleichungen wirtschaftlichen Wachstums. In: Management. Dresden 2007. ISBN 3-9809371-6-X, S. 159.
- (3) Vgl. Oppitz, V.: Differentialgleichungen wirtschaftlichen Wachstums. In: Management. Dresden 2007. ISBN 3-9809371-6-X, S. 160.
- (4) Vgl. Oppitz, V.: Planübung zur rechnergestützten Vorbereitung der Planaufgaben für ein neues Erzeugnis. TU Dresden 1975, Studienmaterial für die Weiterbildung, 3. Lehrbrief, Teil II. Sektion 23., S. 58 ff.
- (5) Vgl. Oppitz, V.: Differentialgleichungen wirtschaftlichen Wachstums. In: Management. Dresden 2007. ISBN 3-9809371-6-X, S. 160.
- (6) Die Funktionen dieser Modellklasse wurden geschlossen von Oppitz entwickelt.
- (7) Vgl. Oppitz, V.: Differentialgleichungen wirtschaftlichen Wachstums. In: Management. Dresden 2007. ISBN 3-9809371-6-X, S. 161.
- (8) Vgl. Oppitz, V. (1977): Grundlagen und ausgewählte ökonomisch-mathematische Aspekte der Erzeugnisplanung in der metallverarbeitenden Industrie – Abschnitt: Zur zeitlichen Verteilung des einmaligen Aufwandes der Entwicklung und Überleitung von Erzeugnissen. Inauguraldissertation – Promotionsordnung B – Fakultät für Gesellschaftswissenschaften des Wissenschaftsrates der Technischen Universität Dresden. Tag der Einreichung: 25. März 1977., S. 106 ff.
- (9) Vgl. Oppitz, V. Modellierte Darstellung von zeitabhängigen Prozessen mit endlicher Prozessdauer. In: Fertigungstechnik und Betrieb, 1969, 8, S. 467 ff.
- (10) Oppitz, V. (1961): Die Verteilung des Arbeitsaufwandes in der Produktionszeit. In: Deutsche Flugtechnik, Heft 4/1961.
- (11) Vgl. Oppitz, V.: Differentialgleichungen wirtschaftlichen Wachstums. In: Management. Dresden 2007. ISBN 3-9809371-6-X, S. 164/165.

## SG Dynamo Dresden
Oppitz hatte seit 1971 bei der SG Dynamo Dresden verschiedenste Ämter inne, seit 2000 Ehrenmitglied der SG Dynamo Dresden. Neben seiner wissenschaftlichen Tätigkeit war der in Dresden lebende Volker Oppitz zwischen 2002 und 2005 als Vizepräsident der SG Dynamo Dresden engagiert, seit 2005 als deren Ehrenvorsitzender. Oppitz verknüpft die tägliche Praxis eines Sportfunktionärs mit der wissenschaftlichen Lehre in einem postgradualen Studiengang zum „Management in der Sport- und Freizeitwirtschaft (Vereinsmanager)“ und „Sportmanagement“ an dem Europäischen Institut für postgraduale Bildung (EIPOS) der TU Dresden.

## Schriften
- Digitalisierung in Lehre und Management, Uni-Edition Berlin 2019 (398 Seiten), ISBN 978-3-947208-12-8, zusammen mit Günter Hofbauer; Hrsg. Europäische Forschungs- und Arbeitsgemeinschaft (EFA e. V.)
- Wirtschaftswissenschaftliche Beiträge zur Forschung, Uni-Edition Berlin 2017 (450 Seiten), ISBN 978-3-944072-91-3, zusammen mit Günter Hofbauer; Hrsg. Europäische Forschungs- und Arbeitsgemeinschaft (EFA e. V.)
- Betriebsökonometrisches Lexikon: Wirtschaftsmathematik, Uni-Edition Berlin 2011 (397 Seiten), ISBN 978-3-942171-17-5, zusammen mit Günter Hofbauer
- Betriebsökonometrisches Lexikon: Unternehmensstatistik, Uni-Edition Berlin 2011 (504 Seiten), ISBN 978-3-942171-16-8, zusammen mit Günter Hofbauer
- Taschenbuch Wirtschaftlichkeitsrechnung, Carl Hanser Verlag 2003 mit Volker Nollau
- OR_MAT© Wirtschaftsmathematik, TGS-Dresden 2000
- Gabler Lexikon Wirtschaftlichkeitsrechnung, Gabler-Verlag 1995
- Veredlung von Material und Erzeugnissen: dargest. an Erzeugnissen d. Elektrotechnik/Elektronik, Inst. für Rationalisierung d. Elektrotechnik/Elektronik, Institutsteil Dresden, Zentralstelle für Aus- u. Weiterbildung d. Industriebereiches Elektrotechnik/Elektronik 1985, mit Klaus Kleinert
- Produktionskontinuität als komplexe Leitungsaufgabe IR Dresden, ZSB 1984
- Produktionsorganisation: Ziele und Kriterien der Produktionsorganisation  1984
- Vervollkommnung der Fertigungsplanung und Fertigungssteuerung IR Dresden, ZSB 1983
- Neue Erzeugnisse: Gebrauchswert, Bedarf, Aufwand Beitrag zur Anwendung ökonom.-math. Bewertungsmethoden bei der Entwicklung neuer Erzeugnisse, Verlag Die Wirtschaft Berlin 1983, mit Werner Weichelt
- Planung, Steuerung und Kontinuität der Fertigung, Verlag Die Wirtschaft Berlin 1983, mit Winfried Lukas
- Kontinuität der Fertigung durch Vervollkommnung ihrer Planung und Steuerung Universität Rostock Fakultät für Gesellschaftswissenschaften (Habilitationsschrift) 1981
- Muster eines Fallspieles Institut für Fachschulwesen 1970 mit E. Oppitz
- Die Organisation industrieller Subsysteme, das Grundfonds- und Kapazitätswachstum komplexer industrieller Subsysteme unter Berücksichtigung qualitativer Einflüsse: T. 1–3 TUD/Eigenverlag 1970, mit Josef Balling, Hans-Joachim Grüneberger
- Zur mathematisch begründeten Modellierung der prognostischen Entscheidungsvorbereitung in der Forschung und Entwicklung, Institut f. Rationalisierung u. Organisation d. Elektroindustrie Dresden 1968, mit Günter Meinke, Heinz Neumann
- Betrachtungen zum Aufbau von mathematisch begründeten Prognosemodellen, Institut für Rationalisierung und Organisation der Elektroindustrie, Dresden 1967
- Planübung zur rechnergestützten Vorbereitung der Planaufgaben für ein neues Erzeugnis: ökonomisch-mathematische Grundlagen für die langfristige Bedarfsermittlung bei industriellen Konsumgütern TU Dresden, Institut für Sozialistische Wirtschaftsführung, 1967

sowie
- Spuren der Ahnen in Böhmen. Band 40 als Forschungsbeitrag der Naturwissenschaftlichen Klasse der Sudetendeutschen Akademie der Wissenschaften und Künste. München, 2020, ISBN 979-8-5588-4979-0